# Pleurostigmophora
Pleurostigmophora – podgromada wijów z gromady pareczników.

## Taksonomia
Takson ten został wyróżniony w 1902 roku przez R. I. Pocock'a. W obrębie pareczników przeciwstawiany jest Notostigmophora, obejmującym tylko przetarcznikokształtne. Alternatywny podział pareczników na Anamorpha i Epimorpha nie znalazł uzasadnienia w świetle współczesnych badań molekularnych i morfologicznych. 

## Charakterystyka
Cechami wyróżniającymi tę podgromadę są: spłaszczenie grzbietobrzuszne puszki głowowej, środkowe zlanie się bioder szczękonóży, występowanie na szczękonóżach tarsungulum (zrośnięta stopa i przedstopie), przetchlinki na pleurytach, występowanie narządów biodrowych, składanie spermatoforu na sieci oraz ultrastruktura oczek bocznych. 

## Systematyka
Systematyka pleurostigmophora przedstawia się następująco:
- Rząd: drewniakokształtne (Lithobiomorpha)
- Phylactometria
  - Rząd: Craterostigmomorpha
  - Rząd: Devonobiomorpha
  - Epimorpha
    - Rząd: skolopendrokształtne (Scolopendromorpha)
    - Rząd: zieminkokształtne (Geophilomorpha)